# Гребенка (приток Птичи)
Гребенка (бел. Грэ́бенка, Грэбелька) — река, протекающая в Минском и Пуховичском районах Белоруссии.

## География
Берёт начало у деревни Алексеевка. Русло на всём протяжении канализировано. Впадает в реку Птичь (бассейн Припяти) возле деревни Бахаровичи.
На берегах реки расположены деревни Алексеевка, Кайково, Гребенка, Бирчуки, Новополье, Бахаровичи.

## Описание
Длина реки составляет 16 км, площадь водосборного бассейна — 87 км². Средний наклон водной поверхности 1,3 м/км.